# Байкальская экологическая волна
Байка́льская экологи́ческая волна́ (БЭВ) — иркутская региональная общественная организация, образованная в 1990 году. Сопредседателем была назначена Дженнифер Саттон.
В 1992 организация получила юридический статус независимой общественной организации. БЭВ работала по проблемам Байкальского целлюлозно-бумажного комбината, нефтепроводов ЮКОС и Транснефти вдоль берегов Байкала, неконтролируемого туризма на Байкале.
В 2002 году в БЭВ явились представители ФСБ, провели обыск и обвинили в разглашении секретных материалов. Было возбуждено уголовное дело, которое за отсутствием состава преступления было закрыто в 2003 году.
В 2010 офис БЭВ заблокировала иркутская милиция. По официальной версии сотрудники правоохранительных органов искали нелицензионное программное обеспечение и инспектировали здание на соблюдение правил пожарной безопасности. Было проведено изъятие компьютеров и выемка документов.
В 2015 году Минюста проверил БЭВ и присвоил организации статус иностранного агента.
В 2016 году организация закрылась.

## Направления работы
В библиотеке Иркутской Региональной Общественной Организации «Байкальская Экологическая Волна» была организована экологическая видеотека с примерно 300 российских и зарубежных фильмов, в том числе собственные и переведенные БЭВ фильмы, в которых в доступной форме рассказывается о некоторых насущных экологических и социальных проблемах.

## Проекты
За время своей работы БЭВ были организована проекты:
- Нет Чернобылю на Байкале (2006—2008) Архивная копия от 4 марта 2016 на Wayback Machine
- Цена Энергии (2006)
- Байкал дороже нефти (2003—2006)
- Байкал-информ (проект инициативы" в рамках проекта Глобального Экологического Фонда «Сохранение биоразнообразия»)[неавторитетный источник]

За время существования у «Волны» появилось множество контактов, в том числе зарубежных. Экологи из многих стран мира: США, Германии, Великобритании, Японии оказывают ей помощь. Благодаря британскому отделению Всемирного фонда дикой природы БЭВ получила право на издание методического пособия «Мой мир», в котором собран многолетний опыт учителей Великобритании.
Японская организация «Экологический бизнесфорум» подарила «Волне» оргоборудование и приборы для определения качества воды.